# Trận Peterswalde
Trận đánh Peterswalde bùng nổ giữa Vương quốc Phổ và Đế quốc Áo vào ngày 15 tháng 8 năm 1759, tại vùng Peterswald, nay là một phần của nước Cộng hòa Séc, trong cuộc Chiến tranh Bảy năm. Peterswalde là nơi chứa một kho đạn dược của quân Áo. Một đội hình hàng dọc Tiền vệ Phổ của Hoàng thân Heinrich, do tướng Johann Jakob von Wunsch chỉ huy, tấn công các cứ điểm vững chãi của binh lính Croatia trong quân đội Áo. Trong trận giao tranh nhỏ này, quân Croatia đại bại và phải chạy khỏi cứ điểm. Wunsch ra lệnh hủy hoại kho đạn dược của đối phương; đồng thời, quân đội Phổ cũng phá hủy vài chiếc thuyền đang đậu trên con sông Elbe. Lực lượng của Wunsch đóng quân tại làng trong đêm đó; và trong ngày hôm sau họ bị một đội quân Đế quốc La Mã Thần thánh do Tổng Giám mục xứ Mainz chỉ huy tấn công; trong cuộc đụng độ diễn ra sau đó, quân Phổ tóm gọn được một viên Sĩ quan và 22 binh sĩ Đế quốc La Mã Thần thánh.